# Barbiturati
Barbiturati su skupina lijekova koji djeluju kao depresori središnjeg živčanog sustava, proizvodeći time širok spektar djelovanja, od blagog uspavljivanja do anestezije. Neki se koriste i kao antikonvulzivi.

## Povijest
Barbiturati su stari lijekovi. Prve je barbiturate sintetizirao još 1864. godine Adolph von Bayer i to na dan sv. Barbare (4. prosinca). Stoga je spoj dobiven sintezom malonske kiseline i ureje na dan Sv. Barbare dobio naziv barbituratna kiselina. Godine 1912. godine sintetiziran je fenobarbiton (fenobarbital) i ubrzo je primjećeno njegovo djelovanje na napadaj epilepsije. 

## Kemija
Barbiturati su derivati barbiturne kiseline.

Sama barbiturna kiselina nije dovoljno lipofilna, stoga ne može proći krvno-moždanu barijeru i djelovati u središnjem živčanom sustavu.
Uvođenjem alkilnih i arilnih supstituenata na položaju 5 nastaju derivati barbiturne kiseline - barbiturati, koji su dovoljno lipofilni da se dostave do mjesta djelovanja.

### Najvažniji predstavnici
| Fenobarbital | Metilfenobarbital | Tiopental |
| ------------ | ----------------- | --------- |
|              |                   |           |

## Djelovanje
Slično benzodiazepinima, barbiturati u malim dozama djeluju kao sedativi i anksiolitici, a u većim djeluju i kao hipnotici.
U još većim izazivaju anesteziju, pa i smrt zbog depresije disanja.

Također imaju miorelaksirajuće i antikonvulzivno djelovanje, te izazivaju anterogradnu amneziju.
Djelovanje barbiturata je znatno jače od benzodiazepina, kao i rizik od razvoja ovisnosti i fatalnog predoziranja.
U slučaju predoziranja ne postoji specifični antidot.

Barbiturati također induciraju CYP450 enzime (skupina enzima koji sudjeluju u metabolizmu većinu lijekova) te tako mogu smanjiti djelovanje lijekova.

### Mehanizam djelovanja
Mehanizam djelovanja barbiturata je višestruk:
1. Slično benzodiazepinima, barbiturati djeluju kao pozitivni alosterički modulatori GABAA receptora. Drugim riječima - pojačavaju inhibicijsko djelovanje GABA-e na središnji živčani sustav.

GABAA receptor je spregnut s transmembranskim kanalom koji propušta kloridne ione u neuron svaki put kad se GABA veže na GABA receptor. Propuštanjem kloridnih iona u neuron dolazi do nastanka inhibicijskog signala, tj. neuron se hiperpolarizira. 

Vezanjem za tzv. "barbituratno vezno mjesto" na GABAA receptoru, barbiturati produljuju vrijeme zadržavanja kloridnog kanala u otvorenom stanju i time uzrokuju masivan utok kloridnih iona u neuron i posljedičnu jaku hiperpolarizaciju i umirenje neurona. Takav neuron daleko teže izbija nego onaj koji nije hiperpolariziran. 
2. Za razliku od benzodiazepina, barbiturati pri višim dozama mogu izravno otvoriti kloridni kanal, odnosno mogu djelovati kao agonisti GABAA receptora.
3. Barbiturati također djeluju kao antagonisti AMPA i kainatnih receptora (blokiraju djelovanje glutamata, glavnog ekscitacijskog neurotransmitera.)

## Primjena
Svojedobno su se koristili kao lijekovi kao anksiolitici i sedativi, dok su danas uvelike zamijenjeni benzodiazepinima.

Također su bili popularni kao lijek za samoubojstvo. 

Zbog brojnih zloporaba i velike opasnosti od smrtnih slučajeva zbog predoziranja oni se više ne koriste kao anksiolitici i sedativi ali je zadržana njihova upotreba kao antiepileptika i anestetika.
Kao antiepileptici se koriste fenobarbital i metilfenobarbital.

Primidon (dezoksifenobarbital) se također koristi kao antiepileptik, iako on nije "pravi" barbiturat, nego derivat fenobarbitala.
Tiopental (tiopental-natrij) se koristi kao uvod u anesteziju, ali je isto tako i jedna od komponenti "letalne injekcije" za izvršavanje smrtne kazne (izaziva komu).